# Cell Mates
Cell Mates è il secondo album in studio della band pop punk Bowling for Soup, pubblicato nel 1996 dalla Interscope Records. È stato creato in collaborazione con i The V.I.M.s.

## Tracce
Le tracce 1-4 e 8-9 sono scritte dai The V.I.M.s. Le tracce 5-7 e 10-11 dai Bowling for Soup.
1. King Bong
2. I Hate McDonald's
3. I Don't Know
4. Navy Sex Offender
5. Cody (Reddick, Burney, Chandler, Garica) - 4:20
6. Kool-Aid (Reddick) - 3:40
7. Assman (Reddick) - 3:54
8. Just A Girl
9. Nathanial
10. Suspicious Minds - 2:24
11. Wisk (Reddick) - 3:21

## Formazione
- Chris Burney - chitarra, voce
- Jaret Reddick - voce, chitarra
- Erik Chandler - basso, voce
- Lance Morril - batteria, voce